# Gazelle (Schiff, 1862)
Die Gazelle war ein Kriegsschiff der Preußischen Marine, dann der Marine des Norddeutschen Bundes sowie später der Kaiserlichen Marine. Vom Schiffstyp her war sie eine Gedeckte Korvette der Arcona-Klasse und gehörte zusammen mit der Arcona, dem Typschiff dieser Klasse, zu deren erstem Baulos.
Die Gazelle wurde auf der Königlichen Werft in Danzig gebaut, wurde am 3. Dezember 1855 auf Kiel gelegt und lief am 19. Dezember 1859 vom Stapel. Die Übernahme erfolgte am 24. Juni 1861, doch wegen Maschinenschäden wurde sie erst am 15. Mai 1862 in Dienst gestellt. Sie war 73 Meter lang, knapp 13 Meter breit und hatte einen Tiefgang von gut 6,50 Metern. Sie erreichte eine maximale Geschwindigkeit von 13,5 Knoten. Die Bewaffnung der Gazelle bestand zunächst aus sechs 68-Pfünder-Geschützen und zwanzig 36-Pfündern, ab 1870 dann aus siebzehn Ringkanonen mit einem Kaliber von 15 cm. Um Raum für die Expeditionsmitglieder und die benötigte Ausrüstung zu schaffen wurde 1874 die Besatzung auf 338 Mann reduziert. Außerdem entfernte man etwa die Hälfte der Geschütze, so dass auf der Back nur noch eine Ringkanone mit einem Kaliber von 15 cm und in der Batterie acht 15-cm-Marine-Mantel-Kanonen verblieben.

## Geschichte

### Auslandseinsatz

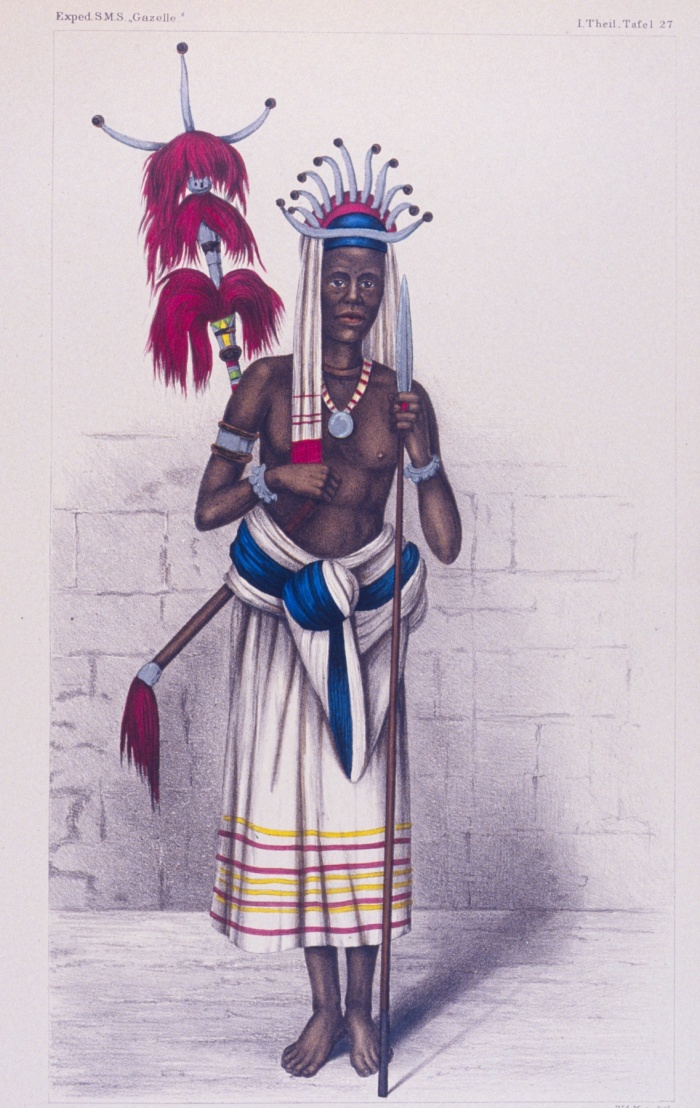
Bild eines timoresischen Kriegers mit Vermerk „Exped. SMS Gazelle“

Von 1862 bis 1864 unternahm die Gazelle unter dem Kommando des Korvettenkapitäns (später: Kapitän zur See) Arthur von Bothwell eine Fahrt nach Ostasien, um die dortige Marinestation zu besetzen und ihr Schwesterschiff Arcona abzulösen. In dieser Zeit diente der spätere Admiral Guido Karcher als Seekadett an Bord. Über diese Reise schrieb Adolf Mensing einen ausführlichen Erlebnisbericht. Während dieser Reise wurde Anfang 1864 der Preußisch-Japanische Staatsvertrag an Bord der Gazelle ratifiziert. Am 23. Februar 1864 wurde das Schiff wegen des Deutsch-Dänischen Krieges nach Europa zurückgerufen, allerdings waren die Kampfhandlungen bereits vor der Ankunft beendet. Die Gazelle hatte jedoch schon am 6. April 1864 in Schanghai den Befehl zum Kreuzerkrieg erhalten und in chinesischen Gewässern vier dänische Handelsschiffe (Caroline, Falk, Cathrine, Chin-Chin) aufgebracht. Im Herbst 1866 wurde die Gazelle dann in das östliche Mittelmeer entsendet und leistete bei einem Erdbeben auf der Insel Lesbos humanitäre Hilfe. 1872 war die Gazelle zusammen mit der Vineta in Westindien stationiert und nahm dort u. a. in Haiti deutsche Wirtschaftsinteressen wahr.
1872 wurde die Gazelle unter dem Flaggschiff, der Panzerfregatte Friedrich Carl, zum Reichsgeschwader kommandiert, das von 1872 bis 1874 eine zur Stärkung des Ansehens des 1871 gegründeten Deutschen Kaiserreichs geplante Weltumseglung durchführen sollte. Die Reise war über Westindien und um Südamerika herum nach Ostasien geplant. Diese Pläne wurden dann aber am 10. März 1873 in Havanna wegen des Ausbruchs des Dritten Carlistenkriegs durch die Gründung der Ersten Spanischen Republik verworfen. Die Gazelle kehrte mit den anderen Schiffen mit Ausnahme des neuen Westindien-Stationärs Albatross nach Europa zurück und traf am 3. Mai 1873 wieder in Kiel ein. Die Kaiserliche Werft Danzig führte in der Folge eine Grundreparatur am Schiff durch. Anschließend diente das Schiff vor der spanischen Küste als Flaggschiff des dortigen deutschen Geschwaders.

### Forschungsfahrt
Vom 21. Juni 1874 bis zum 28. April 1876 unternahm die Gazelle unter dem Kommando des späteren Vizeadmirals Georg Freiherr von Schleinitz eine nahezu zweijährige und 48.797 Seemeilen umfassende Expedition, die sie von Kiel aus entlang der afrikanischen Westküste, zum Kap der Guten Hoffnung, zu den Kerguelen, nach Mauritius, in die Südsee, nach Australien, durch die Magellanstraße und über die Azoren zurück nach Kiel führte. Für diese Expedition wurde die Bewaffnung halbiert und auf dem Batteriedeck Wohn- und Arbeitsräume für die wissenschaftlichen Arbeiten geschaffen. Die Expedition diente in erster Linie der Erforschung der Bodenprofile des Südatlantik und der großen Meeresströmungen am Äquator und bei Neuguinea. Darüber hinaus unternahmen der Zoologe Theophil Studer, der Schiffsarzt Friedrich Carl Naumann und der Assistenzarzt Carl Hüesker umfangreiche zoologische, botanische und anthropologische Forschungen. Zudem brachte die Gazelle eine astronomische Expedition unter der Leitung von Karl Börgen zur Beobachtung des Venustransits am 9. Dezember 1874 auf die Kerguelen und anschließend nach Mauritius. Weitere Expeditionsmitglieder waren der Direktor der Prager Sternwarte, Ladislaus Weinek, stellvertretender Leiter der astronomischen Expedition, der Astronom Arthur Wittstein, der Kapitänleutnant und spätere Konteradmiral Franz Strauch, der Kapitänleutnant und spätere Admiral Felix von Bendemann, der spätere Konteradmiral Conrad Dietert, der Kammer-Photograph H. Bobzin und der Mechaniker Carl Krille.
Bei ihrem Aufenthalt im pazifischen Bismarck-Archipel vermaß die Gazelle im August 1875 den Naturhafen Blanchebucht im Nordosten der Insel Neubritannien. Bei dieser Gelegenheit wurde erkannt, dass der östliche Teil Neubritanniens eine Halbinsel ist, entsprechend wurde sie nach dem Schiff als „Gazelle-Halbinsel“ benannt. Dieser Name hat sich bis heute erhalten (englisch Gazelle Peninsula). Weiterhin wurden der Durchgang zwischen Neuirland und der Insel Dyaul „Gazelle-Kanal“ (heute englisch Gazelle Channel) und ein natürlicher Hafen an der Westküste Bougainvilles „Gazellehafen“ (heute englisch Gazelle Harbour) genannt.
Der ganze Bismarck-Archipel war von 1885 bis 1899 deutsches Schutzgebiet und gehörte von 1899 bis 1919 zur Kolonie Deutsch-Neuguinea.
Bei der Fahrt starben sechzehn Besatzungsmitglieder durch Krankheit oder Unfall. Damit wies das Unternehmen eine relativ hohe Mortalität auf. Wegen des hohen Krankenstandes an Typhus infizierter Mannschaften, der auf häufigen Klimawechsel, Arbeitsbelastung und unzureichende Verpflegung zurückzuführen war, hatte die Gazelle außerdem einen unplanmäßigen Quarantäneaufenthalt in Australien einlegen müssen.

## Verbleib
Nach ihrer Rückkehr 1876 diente die Gazelle als Schulschiff für Maschinisten und Heizer sowie als Fischereischutzschiff. Eine Fahrt führte die Gazelle 1877 ins Mittelmeer. Der Auftrag war unter anderem die Unterstützung von deutschen Auswanderern aus Württemberg, die unter Repressalien durch die syrischen Behörden litten. Während man in der Souda-Bucht auf Kreta vor Anker lag, kam es zu Unruhen und so setzte man die Reise nach Jaffa fort und erreichte an Ostern 1877 die Stadt. Das Schiff wurde 1884 aus der Liste der Kriegsschiffe gestrichen und diente danach bis zu ihrer Abwrackung 1906 als Wohnhulk in Wilhelmshaven.